# Unione Rugby Capitolina 2008-2009

## Super 10 2008-09

### Stagione regolare
| Incontro                   | Andata | Ritorno |
| -------------------------- | ------ | ------- |
| Capitolina — Parma         | 14-33  | 24-38   |
| Viadana — Capitolina       | 39-11  | 35-32   |
| Capitolina — Calvisano     | 20-28  | 0-26    |
| Rovigo — Capitolina        | 36-16  | 30-5    |
| Capitolina — Benetton      | 18-21  | 14-51   |
| Rugby Roma — Capitolina    | 14-13  | 22-28   |
| Capitolina — GRAN Parma    | 13-16  | 6-5     |
| Veneziamestre — Capitolina | 19-23  | 23-23   |
| Capitolina — Petrarca      | 20-10  | 29-29   |

#### Risultati della stagione regolare
| Posizione | G  | V | N | P  | PF  | PS  | DP   | B | Pt |
| --------- | -- | - | - | -- | --- | --- | ---- | - | -- |
| 9ª        | 18 | 4 | 2 | 12 | 309 | 475 | -166 | 6 | 26 |

## Coppa Italia 2008-09

### Prima fase
| Incontro               | Risultato |
| ---------------------- | --------- |
| Rovigo — Capitolina    | 25-18     |
| Capitolina — Calvisano | 39-15     |
| Viadana — Capitolina   | 17-25     |
| Parma — Capitolina     | 18-9      |

#### Risultati della prima fase
| Posizione | G | V | N | P | PF | PS | DP  | B | Pt |
| --------- | - | - | - | - | -- | -- | --- | - | -- |
| 3ª        | 4 | 2 | 0 | 2 | 91 | 75 | +16 | 1 | 7  |